# Dinastía XII de Egipto

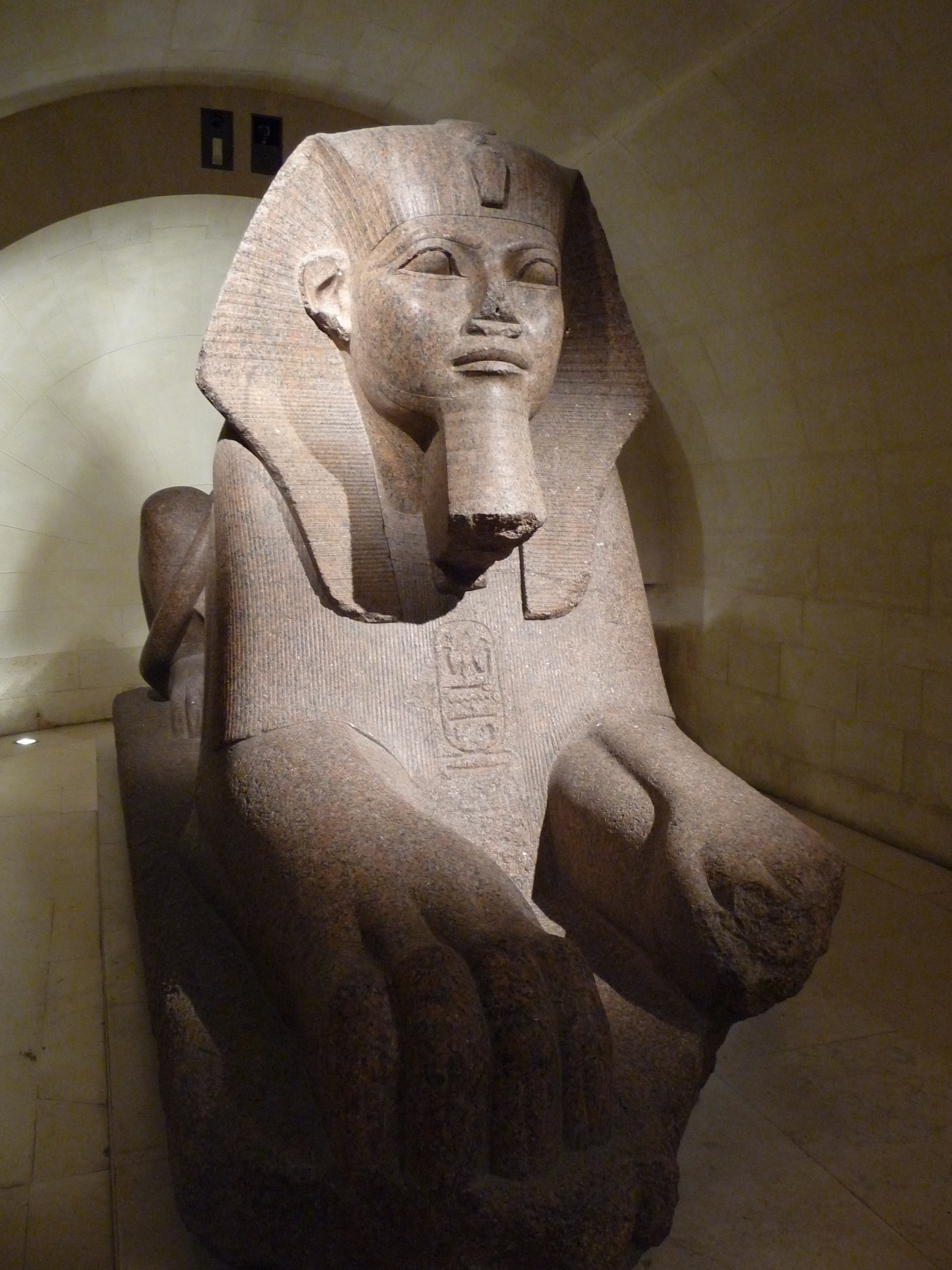
Esfinge de Amenemhat II. Louvre.

La Dinastía XII transcurre del 1990 a 1786 a. C., y junto con la época final de la dinastía XI, forma parte del Imperio Medio en la historia del Antiguo Egipto.
Los egiptólogos consideran a esta dinastía el periodo de apogeo del Imperio Medio de Egipto. El nombre y sucesión de sus gobernantes se encuentra en varios documentos. Se registraron listas Reales en dos templos de Abidos y en uno de Saqqara, así como en los textos de los epítomes de Manetón. La cronología de la XII dinastía es una de las mejor establecidas de cualquier período anterior al Imperio Nuevo. Una fecha registrada durante el reinado de Senusert III (Sesostris III), con relación al ciclo Sóthico, sitúa en concordancia varios acontecimientos acaecidos durante esta dinastía. 
Manetón indicó que se establecieron en Tebas, pero de los registros de la época se deduce que el primer faraón trasladó la capital a una nueva ciudad denominada Amenemhat-ity-tauy "Amenemhat el Señor de las Dos Tierras", o más simplemente Itytauy. La exacta ubicación de Itytauy se desconoce, pero se estima que estará próxima a El-Fayum, probablemente cerca de la necrópolis real, en El-Lisht.

## Historia
Esta dinastía la fundó Amenemhat I, que había sido el visir del último faraón de la dinastía XI, Mentuhotep IV. Sus ejércitos emprendieron campañas en el sur, hasta la segunda catarata del Nilo, y en el Cercano Oriente. También se restablecieron las relaciones diplomáticas con Biblos y los gobernantes del área del mar Egeo. 
Su hijo Sesostris I prosiguió las conquistas de su padre con una expedición al Sur, hasta la tercera catarata, pero los siguientes gobernantes estaban satisfechos con disfrutar de la paz y gozar del comercio y los tributos traídos para ellos, hasta el reinado de Sesostris III. 
La intervención en Nubia había creado intranquilidad a los gobernantes anteriores, así que Sesostris III mandó expediciones punitivas a esa tierra; también ordenó una expedición a Oriente Próximo. El eco de estas campañas militares crearon la leyenda de un poderoso guerrero denominado Sesostris, una leyenda narrada mucho más adelante por Manetón, Heródoto y Diodoro Sículo. Este Sesostris legendario amplificado por los griegos a un gran conquistador, no solo dominó y asedió las tierras de Asia sino que según ellos también habría cruzado a Europa para conquistar Tracia. 
El sucesor de Sesostris, Amenemhat III, reafirmó la política exterior de su predecesor. Amenemhat se recordó por el templo funerario que ordenó construir en Hawara, conocido por Heródoto, Diodoro y Estrabón como «El Laberinto». También bajo su reinado la pantanosa región de El-Fayum fue acondicionada para ser explotada agrícolamente por primera vez. 
Sin embargo, después de Amenemhat, las energías de este linaje se disiparon en gran parte, y los crecientes problemas de gobierno fueron dejados sin solventar con la última gobernante de la dinastía, la reina Neferusobek. 
Los faraones de la dinastía XII están documentados como los constructores más antiguos conocidos de un canal que transcurría por el Uadi Tumilat comunicando el río Nilo con el mar Rojo; que luego se remozaría bajo los reyes Necao II y Darío I (Inscripciones de Suez). 
Es durante la dinastía que la literatura del antiguo Egipto se ha perfeccionado alcanzando su clasicismo. Quizás el texto más conocido de este período sea la Historia de Sinuhé, de la que se han recuperado muchas copias en papiro. También fueron escritos durante esta dinastía varios trabajos didácticos, tales como las Instrucciones de Amenemhat y la Historia del campesino elocuente.

## Faraones de la Dinastía XII
| Nombre común  | Nombre de Nesut-Bity | Nombre de Sa-Ra | Comentarios                   | Reinado           |
| ------------- | -------------------- | --------------- | ----------------------------- | ----------------- |
| Amenemhat I   | Sehetepibra          | Amenemhat       | Instauró la capital en Menfis | 1990 - 1961 a. C. |
| Sesostris I   | Jeperkara            | Senusert        | –                             | 1961 - 1915 a. C. |
| Amenemhat II  | Nubkaura             | Amenemhat       | –                             | 1915 - 1880 a. C. |
| Sesostris II  | Jajeperra            | Senusert        | –                             | 1880 - 1874 a. C. |
| Sesostris III | Jakaura              | Senusert        | Conquista y dominio de Nubia  | 1874 - 1829 a. C. |
| Amenemhat III | Nymaatra             | Amenemhat       | –                             | 1829 - 1799 a. C. |
| Amenemhat IV  | Maajerura            | Amenemhat       | –                             | 1799 - 1790 a. C. |
| Neferusobek   | Sebekkara            | Neferusobek     | Mujer faraón                  | 1790 - 1786 a. C. |

|                                          |
| Lista Real de Abidos: Cartuchos 59 a 65. |

## La Dinastía XII en lasListas Realesy otros textos
| Nombre de Horus | Lista Real de Abidos | Lista Real de Saqqara | Canon Real de Turín | Lista de Manetón | Nombre común                |
| --------------- | -------------------- | --------------------- | ------------------- | ---------------- | --------------------------- |
| Sehetepibtauy   | Sehetepibra          | Sehetepibra           | [Sehetep]ib[ra]     | Ammenemes        | Amenemhat I, Amenemes I     |
| Anjmesut        | Jeperkara            | Jeperkara             | [Jeper]ka[ra]       | Sesoncosis       | Senusert I, Sesostris I     |
| Hekenemaat      | Nubkaura             | Nubkaura              | (ilegible)          | Ammanemes        | Amenemhat II, Amenemes II   |
| Seshemtauy      | Jajeperra            | Jajeperra             | (ilegible)          | (omitido)        | Senusert II, Sesostris II   |
| Netyerjeperura  | Jakaura              | Jakaura               | (ilegible)          | Sesostris        | Senusert III, Sesostris III |
| Abau            | Nymaatra             | Nymaatra              | (ilegible)          | Lamaris, Ameres  | Amenemhat III, Amenemes III |
| Jeperjeperura   | Maajerura            | Maajerura             | Maajerura           | Ammenemes        | Amenemhat IV, Amenemes IV   |
| Meretra         | (no citada)          | Sebekare              | Neferusobek         | Skemiofris       | Neferusobek, Sebeknefrure   |

## Cronología de la dinastía XII
Cronología estimada por los siguientes egiptólogos: 
| - Primer faraón: Amenemhat I - 1994-1964 (Dodson) - 1991-1962 (Redford) - 1991-1962 (Grimal) - 1991-1962 (Arnold) - 1985-1965 (Shaw) - 1980-1951 (Malek) - 1976-1947 (von Beckerath) - 1939/8-1909 (Franke) - 1938-1908 (Krauss) | - Último faraón: Neferusobek - 1805-1801 (Malek) - 1799-1795 (Shaw) - 1798/97-1794/93 (von Beckerath) - 1790-1786 (Redford) - 1790-1785 (Grimal) - 1787-1783 (Arnold) - 1785-1781 (Dodson) - 1763-1759 (Franke) - 1760-1756 (Krauss) |